# Gößeck
Gößeck – najwyższy szczyt w Alpach Kruszcowych, południowej części Alp Ennstalskich, w Północnych Alp Wapiennych. Leży w Austrii, w kraju związkowym Styria. Szczyt można zdobyć ze schroniska Hesshütte.